# Однообъективный зеркальный фотоаппарат
Однообъективный зеркальный фотоаппарат (SLR-камера от англ. Single-Lens Reflex) — разновидность зеркального фотоаппарата, в котором съёмка и визирование происходят через один и тот же объектив. Зеркало располагается непосредственно за съёмочным объективом и перенаправляет свет на фокусировочный экран, а на время экспозиции откидывается из оптического тракта. Реже используется неподвижное полупрозрачное зеркало, отражающее в видоискатель часть проходящего к кадровому окну света. Такое построение камеры позволяет реализовать единственный тип оптического визира, пригодный для визуального контроля глубины резкости и полностью свободный от параллакса.  Эффективность зеркального видоискателя сопоставима с матовым стеклом фотоаппарата прямого визирования. По принципу действия и функциональным возможностям видоискателю однообъективных зеркальных фотоаппаратов соответствует сопряжённый визир кинокамер с зеркальным обтюратором.

Работа подвижного зеркала постоянного визирования однообъективного зеркального фотоаппарата Minolta SR-T101 в момент съёмки

## Хронология

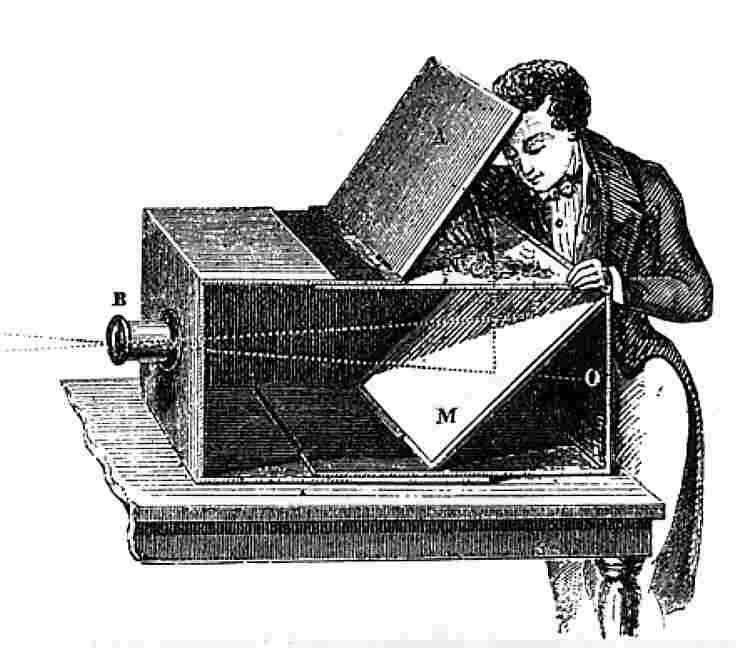
Зеркальная камера-обскура для рисования с натуры. XVII век

Конструкция и принцип действия однообъективного зеркального фотоаппарата сложились задолго до изобретения фотографии. Камера-обскура с установленным под углом 45° зеркалом использовалась художниками для рисования с натуры уже в XVII веке. Первое упоминание о таком устройстве встречается в математическом трактате, написанном в 1565 году венецианцем Джамбатиста Бенедетти (итал. Giambattista Benedetti). Камера с зеркалом позволяла укладывать бумагу горизонтально на стекло в верхней стенке ящика. Кроме того, изображение было перевёрнутым только слева направо, сохраняя привычную ориентацию по вертикали, что ещё больше облегчало рисование. Ровно столетие спустя немецкий монах Иоганн Цан (нем. Johannes Zahn) заменил отверстие такой зеркальной камеры объективом, объединив почти все ключевые элементы зеркального фотоаппарата. 
В 1861 году англичанин Томас Саттон (англ. Thomas Sutton) получил патент на фотоаппарат со встроенным зеркалом. В отличие от камеры-обскуры, в которой зеркало крепилось неподвижно, в фотоаппарате Саттона оно подвешивалось на шарнире, поворачиваясь на котором могло занимать два положения: наклонное между объективом и фотопластинкой или горизонтальное вдоль верхней стенки камеры. В зависимости от этого, зеркало отбрасывало свет на матовое стекло или беспрепятственно пропускало его к фотоматериалу. Одновременно зеркало выполняло роль затвора. По сравнению с обычным фотоаппаратом прямого визирования, дающим на матовом стекле перевёрнутое вверх ногами изображение, такая камера обеспечивала более привычную ориентацию снимаемых предметов в видоискателе. 

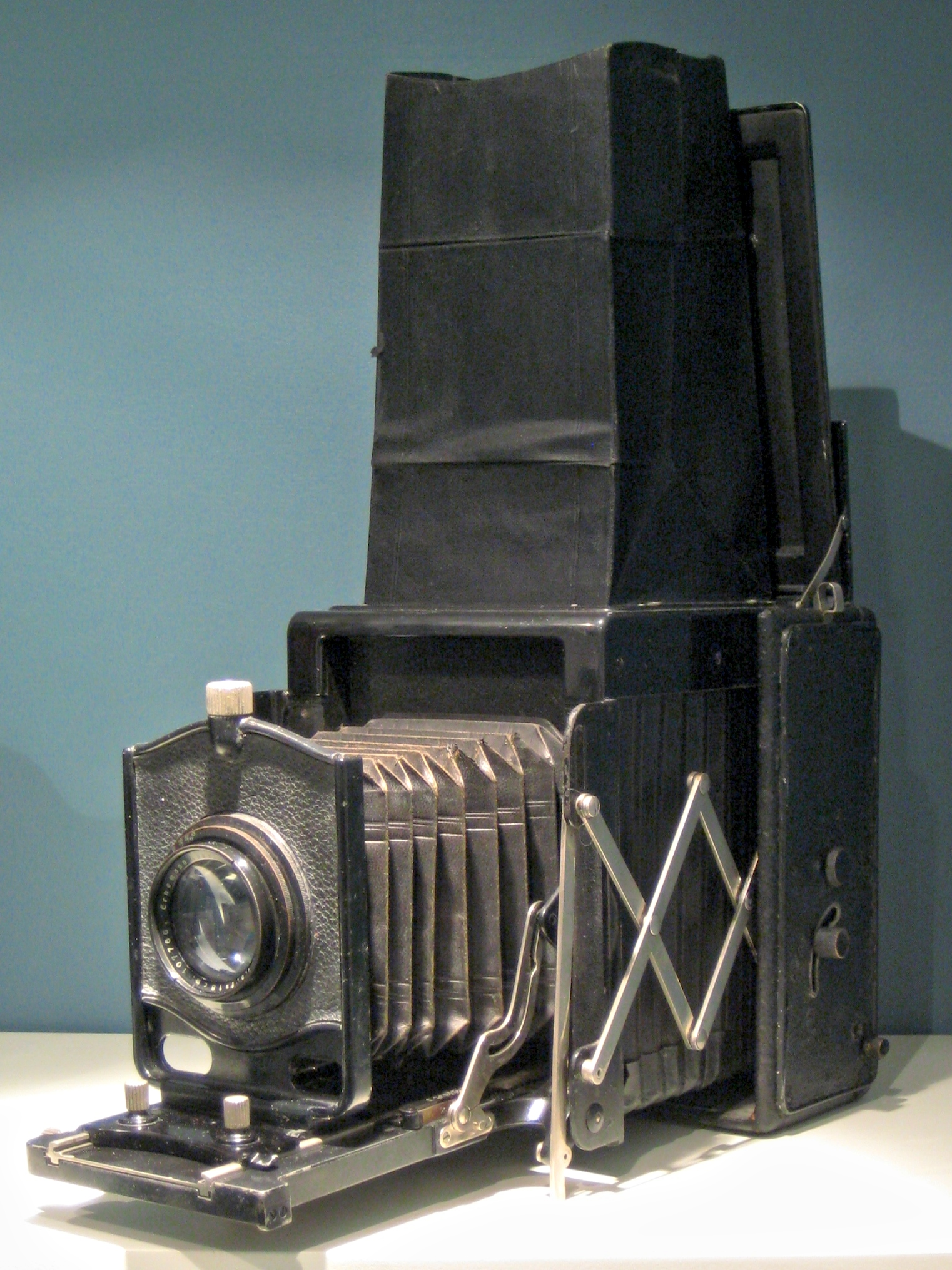
Однообъективный зеркальный фотоаппарат Ernoflex 9×12 см. Германия, 1923 год

В 1884 году американец Кэлвин Смит (англ. Calvin Rae Smith) впервые наладил промышленный выпуск фотоаппаратов зеркальной конструкции под названием Monocular Duplex. Как и в камере Саттона, зеркало одновременно служило затвором.
В 1891 году голландский фотограф Брам Ломан (нидерл. Bram Loman) впервые установил в зеркальный фотоаппарат фокальный затвор, синхронизировав с его работой подъём зеркала общим пневматическим приводом.
В 1896 году на Всероссийской промышленной выставке в Нижнем Новгороде русский изобретатель Илья Карпов демонстрирует фотоаппарат «Рефлекс» собственной конструкции с откидным зеркалом и фокальным затвором, рассчитанный на магазинную зарядку 12 фотопластинками 9×12 или 13×18 см.
В 1909 году американская компания Graflex представила первый однообъективный зеркальный фотоаппарат «модель 1А», рассчитанный на рулонную фотоплёнку вместо фотопластинок. Камера делала 8 снимков 2,5 × 4,5 дюйма на одной катушке плёнки «тип-116».
Крупноформатные зеркальные фотоаппараты, несмотря на все преимущества, были слишком громоздкими и проигрывали более компактным пресс-камерам традиционной конструкции. Превосходство «зеркалок» стало заметным по мере их миниатюризации, позволившей конкурировать в качестве инструмента фотожурналистов. В 1933 году германской компанией Ihagee была выпущена камера VP Exakta, рассчитанная на рулонную фотоплёнку «тип 127». По размерам она вписывалась в жилетный карман, что отражено в названии: англ. VP — Vest Pocket.

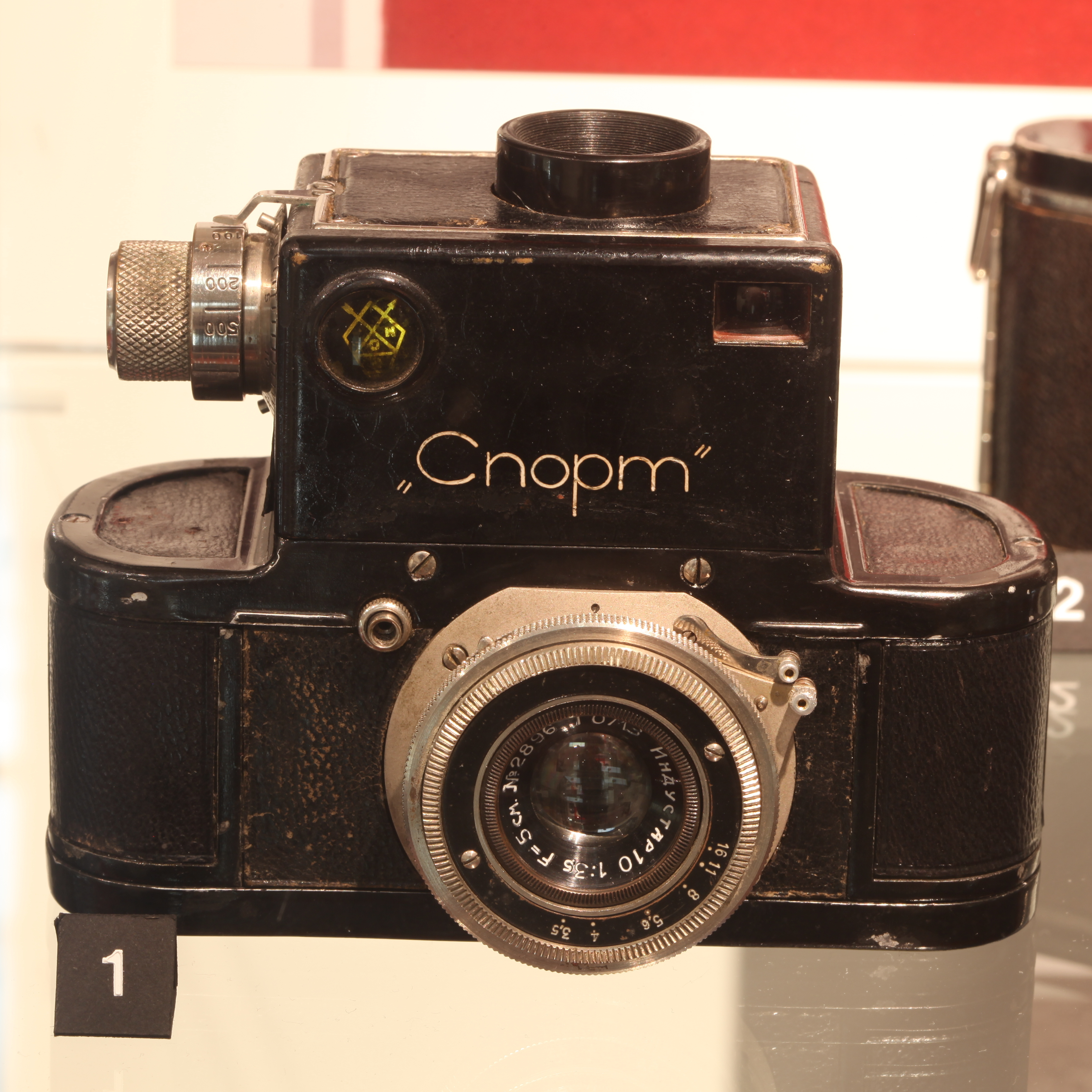
Первый в мире однообъективный зеркальный фотоаппарат «Спорт», рассчитанный на 35-мм киноплёнку. СССР, 1934 год

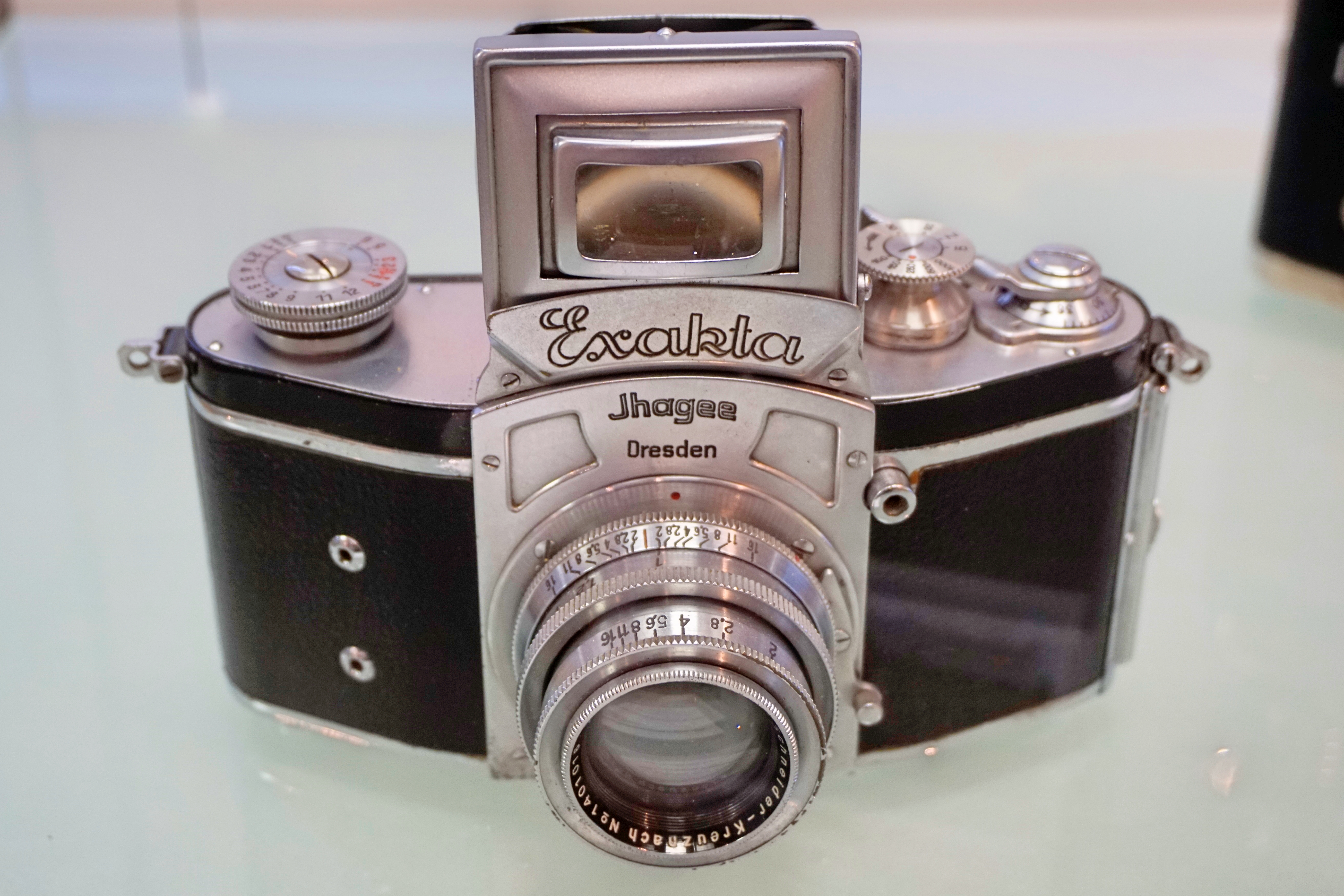
Первый серийный 35-мм однообъективный зеркальный фотоаппарат Kine Exakta.
Германия, 1936 год

В 1935 году Ernst Leitz начал выпуск зеркальной приставки PLOOT для фотоаппаратов Leica. Приставка с подвижным зеркалом устанавливалась между камерой и телеобъективами с увеличенным рабочим отрезком, превращая дальномерный фотоаппарат в зеркальный. Приставка использовалась, главным образом, для макросъёмки и микрофотографии, недоступных дальномерным фотоаппаратам. Главный недостаток такой системы заключается в сложности синхронизации зеркала и затвора, и как следствие, ограниченной пригодности для репортажной съёмки.
В том же 1935 году на ГОМЗ начался выпуск первых серийных образцов зеркального фотоаппарата «Спорт» для съёмки на 35-мм киноплёнку. Годом позже, под этот же формат компания Ihagee выпустила камеру «Кине-Экзакта», которая считается первым в мире серийным малоформатным однообъективным зеркальным фотоаппаратом. Расположение спусковой кнопки на передней панели «Экзакты» позволило позднее сконструировать сменные объективы с механизмом нажимной диафрагмы. Кнопка на оправе объектива при его установке на камеру кинематически совмещалась со спусковой, и закрывала диафрагму до рабочего значения непосредственно перед срабатыванием затвора, оставляя видоискатель светлым во время визирования. В дальнейшем аналогичное устройство объективов использовалось в зеркальных фотоаппаратах Topcon, Miranda и «Старт».
В 1938 году инженеры Zeiss Ikon зарегистрировали патент на видоискатель с использованием призмы Порро, применяемой в биноклях. Такое устройство впервые позволяло фотографировать «зеркалкой» с уровня глаз, наблюдая в окуляре прямое изображение. Конструкция была рассчитана для квадратного снимка 24 × 24 мм и оказалась слишком громоздкой при стандартном малоформатном кадре. 
Компактные размеры малоформатных «зеркалок» и доступность фотоматериала этого типа сыграли решающую роль в распространении таких камер. После Второй мировой войны 35-мм однообъективные зеркальные фотоаппараты постепенно стали доминирующим типом профессиональной фотоаппаратуры общего назначения. Ключевым обстоятельством стала возможность неограниченного использования длиннофокусной оптики, критически необходимой в репортажной и особенно спортивной фотографии, когда доступ к объекту съёмки ограничен. 
Опускание зеркала в первых однообъективных фотоаппаратах происходило только при взводе всего механизма, и при спущенном затворе видоискатель терял работоспособность. Позднее такое устройство получило название «залипающее зеркало». Механизм зеркала, автоматически возвращающегося в положение визирования после срабатывания затвора, впервые реализован в 1948 году венгерской компанией Gamma в камере Duflex, выпущенной партией менее 800 экземпляров. Такой тип механизма получил название «зеркало постоянного визирования». Одновременно в этой же камере реализован видоискатель с призмами Порро, впервые предложенный инженерами Zeiss Ikon.

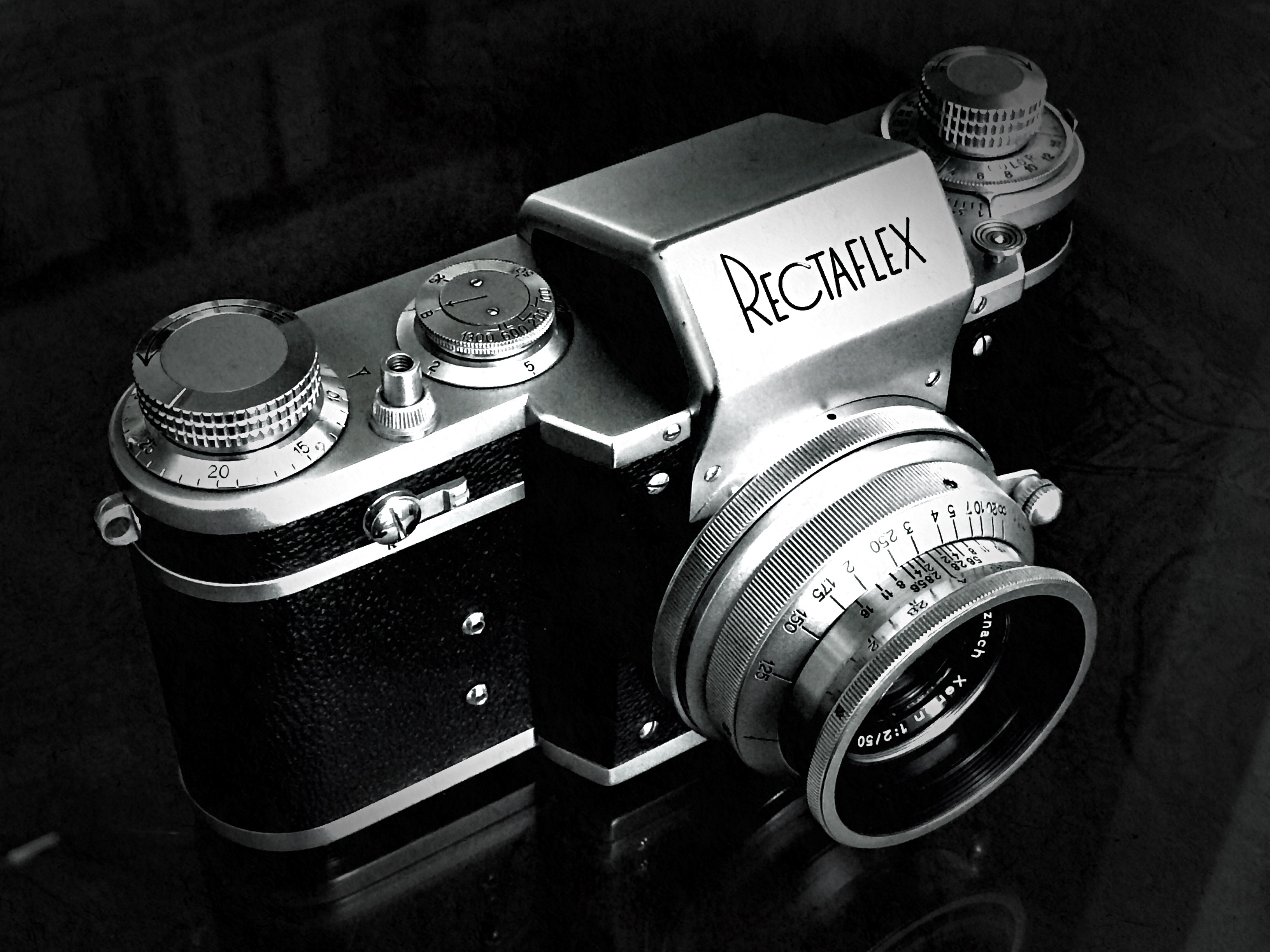
Первый в мире зеркальный фотоаппарат Rectaflex с пентапризмой. Италия, 1948 год

В сентябре 1948 года в Италии начат серийный выпуск первого в мире фотоаппарата Rectaflex с крышеобразной пентапризмой. Такое устройство избавило зеркальный видоискатель от ещё одного принципиального недостатка, позволив наблюдать прямое изображение с уровня глаз, а не от пояса. В этом же году впервые использована модульная конструкция однообъективного зеркального фотоаппарата в среднеформатной камере Hasselblad 1600F.
В марте 1949 года на Лейпцигской ярмарке представлен фотоаппарат Contax-S (Spigelcontax), также оснащённый крышеобразной пентапризмой. В этом же году увидел свет швейцарский фотоаппарат Alpa Prisma Reflex с призмой Керна, ставший третьей «зеркалкой» с прямым визиром. В СССР серийный выпуск фотоаппарата «Зенит» с пентапризмой начат в 1952 году.
В 1950 году во Франции выпущен ретрофокусный объектив Angénieux Retrofocus. Он стал первым широкоугольником, пригодным для использования с однообъективными зеркальными фотоаппаратами без предварительного подъёма зеркала, блокирующего основной видоискатель. За счёт удлинённого заднего отрезка объектив не мешал движению зеркала, и в дальнейшем вся широкоугольная оптика для зеркальной фотоаппаратуры строилась только по такому принципу.
В 1952 году восточногерманское предприятие Kamera-Werke Niedersedlitz начало выпуск фотоаппарата Praktina, в котором впервые реализованы механизм прыгающей диафрагмы и возможность работы с приставным электроприводом. Эта камера впервые обладала модульным принципом стыковки с принадлежностями и сменными элементами видоискателя, и стала прообразом профессиональных зеркальных фотосистем.
В 1953 году западногерманская Zeiss Ikon выпустила первый в мире 35-мм однообъективный зеркальный фотоаппарат Contaflex с центральным затвором вместо общепринятого фокального. Затвор Synchro-Compur был расположен между линзами жёстковстроенного объектива. В следующих двух моделях 1956 года передняя часть объектива перед затвором стала сменной. В дальнейшем схема получила непродолжительное развитие в малоформатных фотоаппаратах, допуская замену объектива целиком или только его передней части. При этом затвор был несъёмным и общим для всех объективов. По этому же принципу строились камеры советского семейства «Зенит-4», запущенного в производство в 1964 году.
В 1954 году в Японии начат выпуск первого серийного фотоаппарата Asahiflex II с зеркалом постоянного визирования.

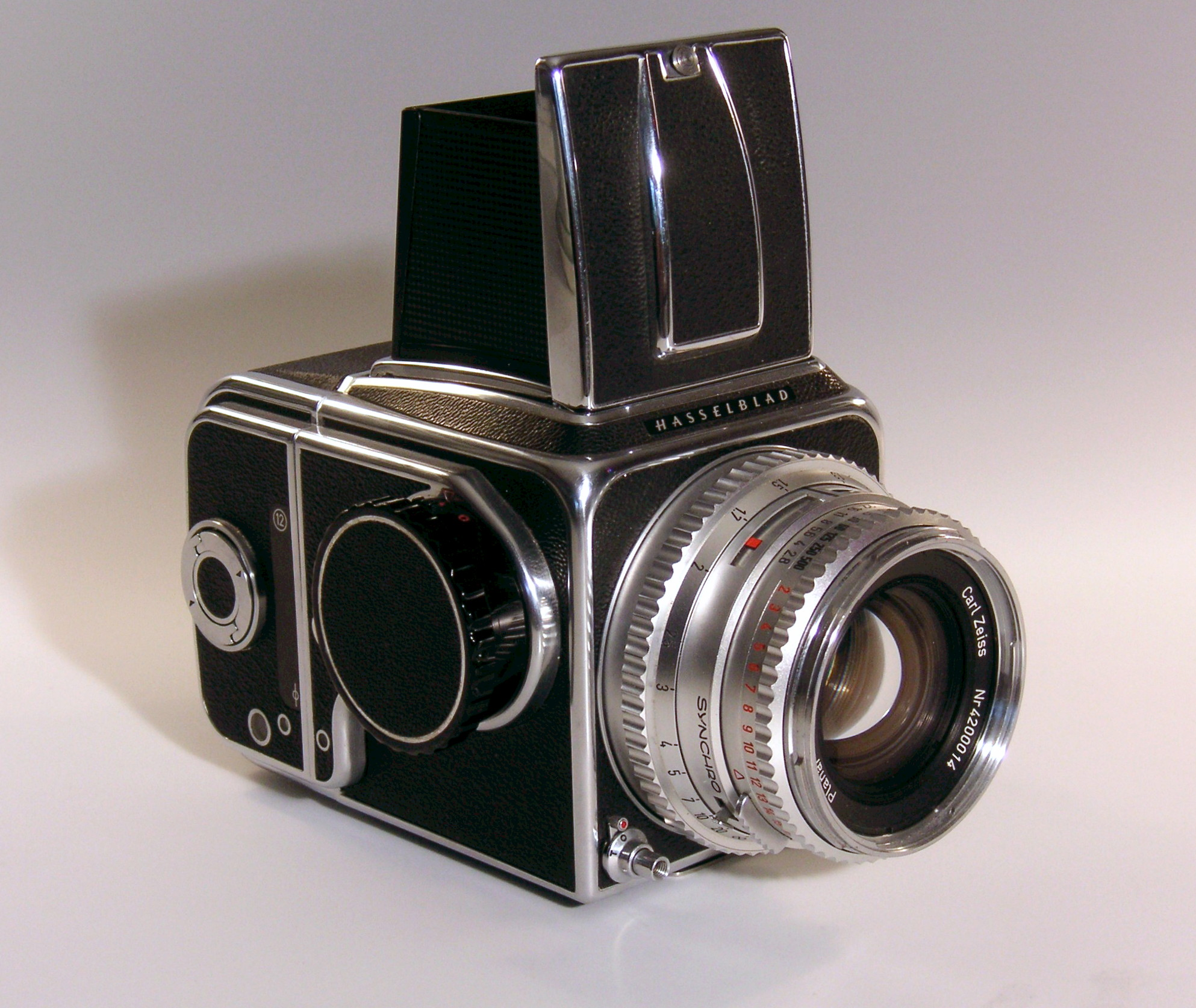
Первый среднеформатный зеркальный фотоаппарат с центральным затвором в сменных объективах Hasselblad 500C. Швеция, 1957 год

В 1957 году на рынке появился первый среднеформатный однообъективный зеркальный фотоаппарат Hasselblad 500C с центральным затвором. Затворы Compur встраивались во все сменные объективы и для кадра 6×6 см оказались удобнее, чем громоздкий и шумный фокальный затвор. Главный выигрыш дала неограниченная возможность синхронизации с электронными фотовспышками, принципиально важная для профессиональных студийных фотографов, и в дальнейшем большинство среднеформатных зеркальных фотосистем строились по такому принципу.
В 1958 году в серийное производство запущена японская камера Zunow, впервые оснащённая полноценной механикой прыгающей диафрагмы Zunow-matic, интегрированной в байонет оригинальной конструкции. Практически одновременно во Франции начинается выпуск однообъективного зеркального фотоаппарата Focaflex, выполненного по нестандартной схеме. Подвижное полупрозрачное зеркало откидывалось перед съёмкой не вверх, а вниз на отражающий фокусировочный экран. Во время визирования фотограф наблюдал прямое изображение на этом экране сквозь зеркало при помощи крышеобразной призмы Амичи, установленной вместо пентапризмы.

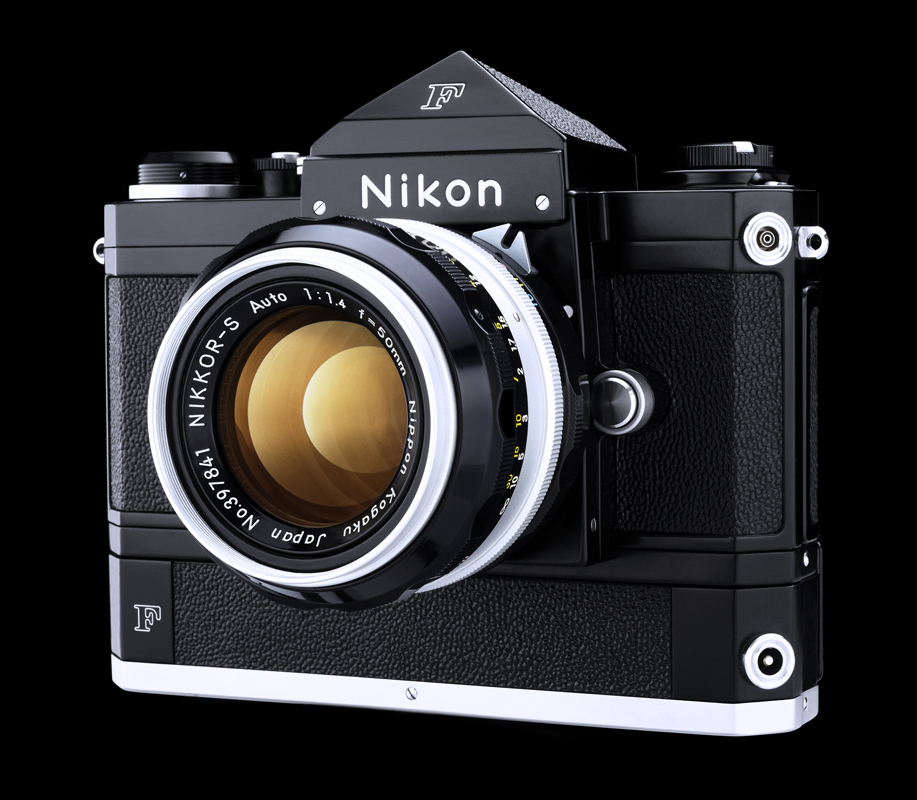
Фотоаппарат Nikon F с электроприводом. Япония, 1959

В 1959 году начат выпуск фотоаппарата Nikon F, собравшего в одном корпусе все важнейшие элементы современной однообъективной системы: зеркало постоянного визирования, байонет с прыгающей диафрагмой, невращающаяся головка выдержек с равномерной шкалой для сопряжения с приставными экспонометрами, курковый взвод и возможность использования приставного электропривода. Кроме того, вместо съёмной задней крышки могли устанавливаться кассеты на 250 кадров плёнки, и даже приставка для моментальной фотографии Polaroid.
В 1961 году начат серийный выпуск первого в мире однообъективного зеркального фотоаппарата «Нарцисс» миниатюрного формата, рассчитанного на неперфорированную 16-мм фотоплёнку. В СССР из-за дефицита такой плёнки камера не получила распространения, но успешно экспортировалась за рубеж.
В 1963 году вышел на рынок Topcon RE-Super: первая серийная камера с TTL-экспонометром. Фоторезистор находился непосредственно в зеркале постоянного визирования. Благодаря устройству байонета значения диафрагмы и светосилы объектива передавались в экспонометр, что обеспечивало измерение и полуавтоматическое управление экспозицией при открытом отверстии. В этом же году на рынке появился первый полуформатный однообъективный зеркальный фотоаппарат Olympus Pen F, ставший основой единственной зеркальной фотосистемы с таким кадром. Вместо пентапризмы в видоискателе камеры использована более компактная призма Аббе — Порро
В 1964 году появился первый в мире однообъективный зеркальный фотоаппарат «Зенит-5» с несъёмным электроприводом, встроенным в корпус вместе с аккумуляторами.

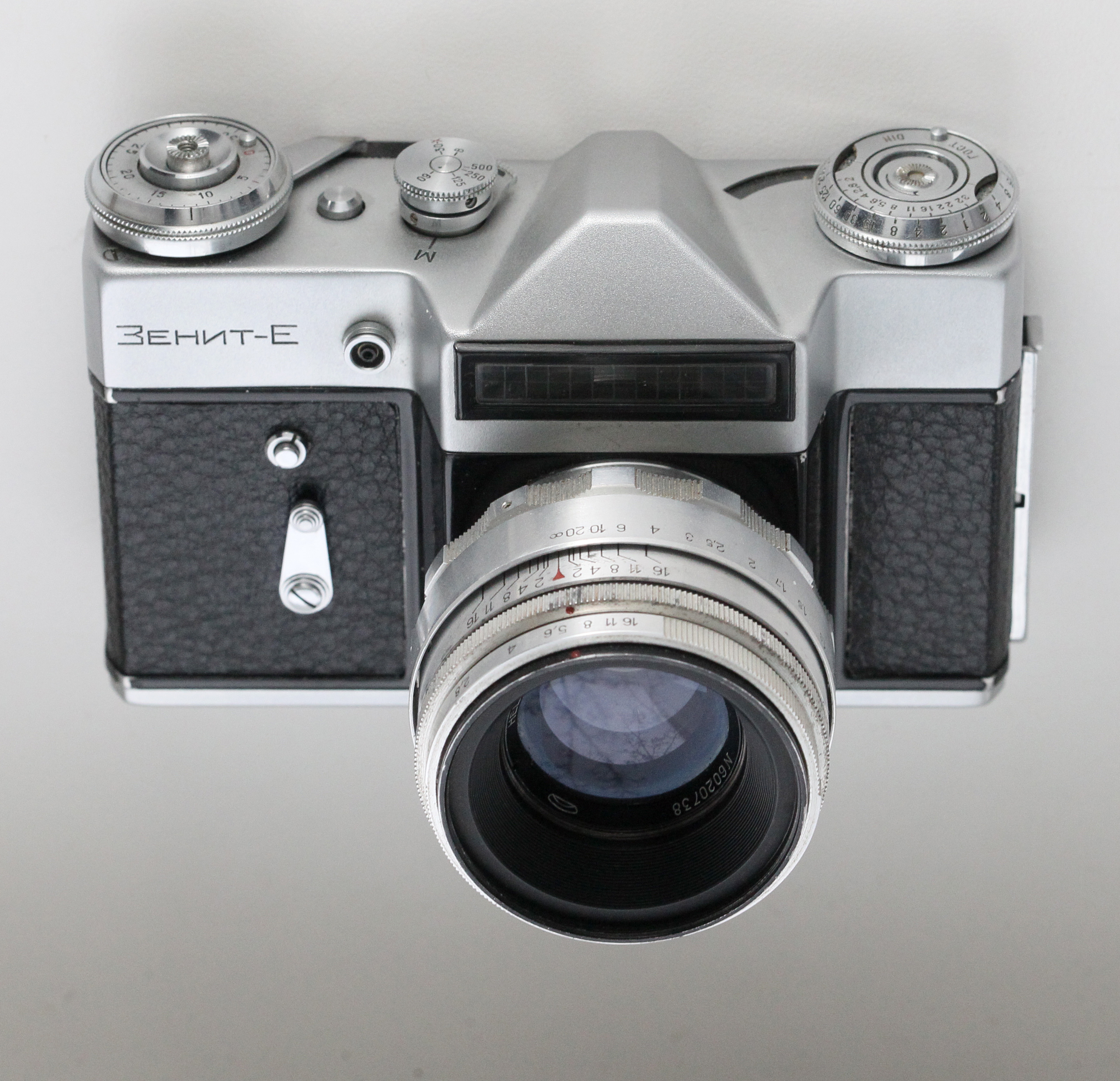
Самый массовый в мире однообъективный зеркальный фотоаппарат «Зенит-Е», выпущенный общим тиражом более 7 миллионов штук. СССР, 1965 год

В 1965 году в СССР запущено производство первого зеркального фотоаппарата «Киев-10», оснащённого механической автоматикой приоритета выдержки на основе внешнего селенового фотоэлемента. В этом же году выпущен первый однообъективный зеркальный фотоаппарат с неподвижным полупрозрачным зеркалом Canon Pellix.
В 1966 году начинает производиться Minolta SR-T101. На камере был установлен прообраз матричной системы замера экспозиции. Система CLC (англ. Contrast Light Compensation, «компенсация контраста») использовала два независимых фоторезистора, расположенных у разных граней пентапризмы. Датчики измеряли яркость разных участков кадра, и были настроены таким образом, что приоритет отдавался нижней части горизонтального кадра. Принцип позволял исключить частые ошибки замера сцен с ярким небом, но был непригоден для вертикальных кадров и других сюжетов.
В 1978 году в зеркальном фотоаппарате Canon A-1 впервые реализован цифровой программный автомат экспозиции на основе микропроцессора. Практически одновременно выпущена камера одноступенного процесса Polaroid SX-70 SONAR с активным автофокусом на основе ультразвукового локатора, выполненная по оригинальной схеме однообъективного зеркального фотоаппарата.
В 1980 году компания Ricoh выпустила первый сменный объектив AF Rikenon 50 мм f/2 с автофокусом для 35-мм однообъективных зеркальных фотоаппаратов с байонетом K.
В 1981 году начинаются продажи фотоаппарата Pentax ME F с заобъективным датчиком пассивного контрастного автофокуса
25 августа 1981 года состоялся анонс прототипа первого в мире зеркального видеофотоаппарата Sony Mavica с ПЗС-матрицей разрешением 570 × 490 пикселей.
В 1983 году в фотоаппарате Nikon FA впервые реализован матричный замер экспозиции. Площадь кадра поделена на 5 участков, яркость которых измеряется отдельными фотодиодами. Итоговая экспозиция вычисляется микрокомпьютером камеры по итогам сравнения яркостей различных участков и на основе статистических данных, полученных в процессе разработки и испытаний.
В 1985 году началось производство зеркальной камеры Minolta 7000 с фазовым автофокусом, электродвигатель привода которого вместе с датчиками были впервые встроены в корпус фотоаппарата, а не в оправу объектива. Фактически, модель стала первым системным фотоаппаратом с автофокусом, получившим рыночный успех. Компоновка элементов автофокуса оказалась настолько удачной, что вскоре стала общепринятой в фотоаппаратостроении.

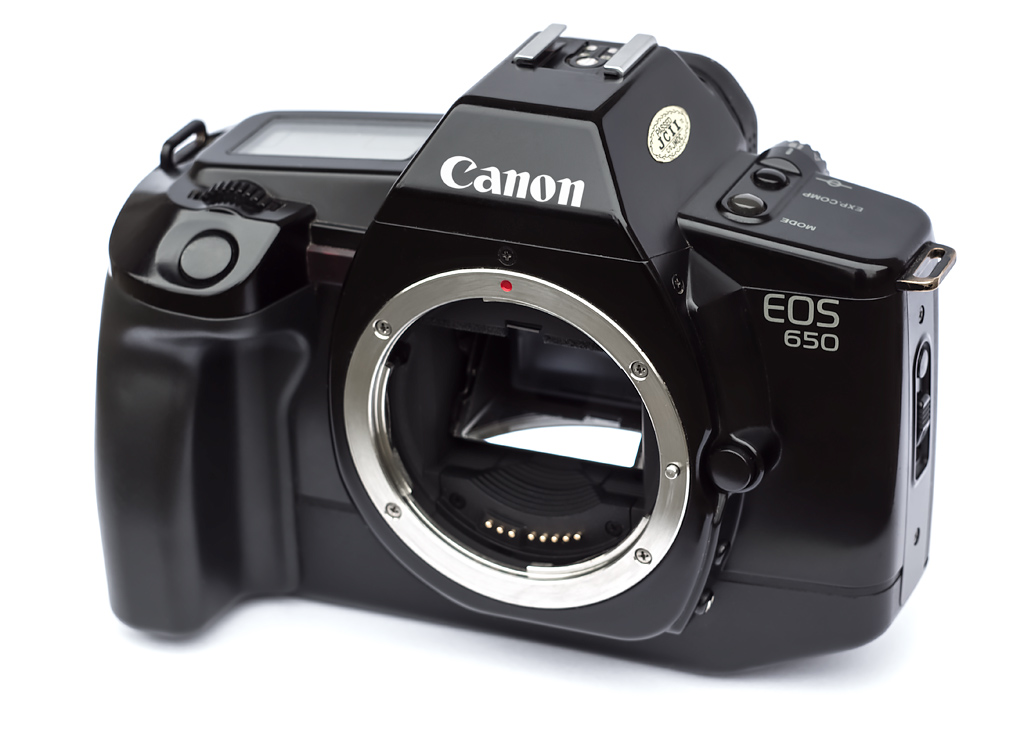
Фотоаппарат Canon EOS 650, положивший начало современной фотосистеме EOS. Япония, 1987 год

В марте 1987 года компания Canon начинает продажи малоформатного фотоаппарата Canon EOS 650 с принципиально новым байонетом Canon EF без механических связей и c ультразвуковыми пьезоэлектрическими двигателями автофокуса, встроенными в каждый объектив. Использованные разработки стали основой для фотосистемы Canon EOS-1, конструктивные решения которой используются до сегодняшнего дня.
В 1988 году выпущен первый профессиональный фотоаппарат Nikon F4 без курка ручного взвода. В том же году на свет появился первый цифровой зеркальный фотоаппарат Electro-Optic Camera, спроектированный электронным подразделением Eastman Kodak по заказу правительства США на основе фотоаппарата Canon New F-1
В 1991 году на рынок выходит первая серийная цифровая фотосистема Kodak DCS 100, построенная на основе однообъективного зеркального фотоаппарата Nikon F3 HP.
В 1992 году появился первый в мире однообъективный зеркальный фотоаппарат Nikonos RS, специально предназначенный для подводной съёмки на глубине до 100 метров. В этом же году начат выпуск зеркального фотоаппарата Canon EOS 5, оснащённого автоматическим выбором одной из пяти точек автофокуса. Система управлялась группой инфракрасных датчиков, отслеживающих положение глазного яблока фотографа и получила неофициальное название «управление взглядом».
В 1996 году на рынок вышла первая зеркальная фотосистема Minolta Vectis, созданная на основе новейшего формата APS с кадром уменьшенного размера. Для фотосистемы сконструирован новый байонет с укороченным рабочим отрезком, фотоаппарат S-1 и линейка объективов.
В 2006 году большинство производителей заявили об отказе от разработки и выпуска фотоаппаратов, рассчитанных на фотоплёнку. Место однообъективного зеркального фотоаппарата занял цифровой зеркальный фотоаппарат, построенный по тому же оптическому принципу.

## Принцип действия

Принципиальная схема однообъективного зеркального фотоаппарата

В процессе кадрирования и фокусировки фотограф наблюдает действительное изображение, которое объектив 1 при помощи зеркала 2 строит на фокусировочном экране 5. Зеркало установлено под углом 45° на шарнире или неподвижно. В последнем случае оно выполняется полупрозрачным, пропуская основную часть светового потока к кадровому окну 4. При точном соблюдении угла 45° между зеркалом и оптической осью, а также при строгой перпендикулярности матового стекла относительно поверхности фотоматериала, изображение на фокусировочном экране не отличается от даваемого объективом в кадровом окне. Кроме того, при равной длине оптических путей от зеркала до фокальной плоскости и до матированной поверхности, изображение оказывается одинаково сфокусированным как в видоискателе, так и на фотоэмульсии.
Равномерная яркость в центре и по углам обеспечивается плоско-выпуклой коллективной линзой 6, которая строит изображение выходного зрачка объектива в плоскости окуляра. В первых зеркальных фотоаппаратах изображение рассматривали непосредственно на фокусировочном экране, защищённом с четырёх сторон от постороннего света квадратной блендой, получившей название «шахта». Для точной фокусировки большинство шахт оснащалось откидной лупой. Главное неудобство съёмки с шахтой заключается в том, что видимое изображение зеркально перевёрнуто слева направо. Кроме того, такой способ визирования предполагает расположение фотоаппарата на уровне груди или пояса, что неприемлемо для портретной съёмки. При съёмке прямоугольного кадра, развёрнутого вертикально, неудобства возрастают ещё больше. 
Часть современной зеркальной аппаратуры с квадратным кадром 6×6 сантиметров сохранила возможность визирования через шахту, но гораздо чаще изображение рассматривается через оборачивающую систему, позволяющую держать фотоаппарат на уровне глаз. Для получения в окуляре 8 прямого изображения чаще всего используется крышеобразная пентапризма 7. В упрощённой версии зеркального видоискателя вместо пентапризмы может использоваться более дешёвая призма Порро. Такая конструкция применялась, в частности, в любительских фотоаппаратах серии Nikkorex-35 и в полуформатных Olympus Pen F. В некоторых среднеформатных фотоаппаратах, например в советском «Киев-88 TTL», пентапризма заменяется более компактной трёхгранной призмой с крышей и двойным отражением, а окуляр располагается под углом.
При нажатии на спуск механизм откидывает вверх подвижное зеркало 2, убирая его из оптического тракта и блокируя проникновение света со стороны фокусировочного экрана. Сразу после этого затвор 3 открывает кадровое окно, экспонируя фотоматериал 4.
После закрытия затвора зеркало в большинстве фотоаппаратов возвращается в нижнее положение. Такая конструкция называется «зеркалом постоянного визирования», и повсеместно используется в малоформатной фотоаппаратуре, начиная с конца 1950-х годов. Исключение составляет большинство среднеформатных зеркальных фотоаппаратов, возврат зеркала которых требует взвода затвора. Это обусловлено большими габаритами и массой, а также преимущественно студийным назначением этого класса аппаратуры.
Соответствие границ изображения, наблюдаемого в видоискателе, границам кадра на плёнке — поле зрения видоискателя — является важной характеристикой зеркального фотоаппарата. Первые конструкции из-за сложностей размещения большого зеркала обеспечивали видимость 60—75% будущего снимка. У современных любительских моделей оно составляет 92-95%, у профессиональных почти всегда — 100%. Добиться этого удалось приданием движению зеркала более сложной траектории, когда одновременно с поворотом вверх оно смещается назад к кадровому окну. Сложность фокусировки по матовому стеклу вынуждает применять специальные оптические устройства, такие как клинья Додена и микропирамиды. В фотоаппаратах с автофокусом они не используются, поскольку ручная фокусировка в этом случае играет второстепенную роль.

### Вспомогательное зеркало

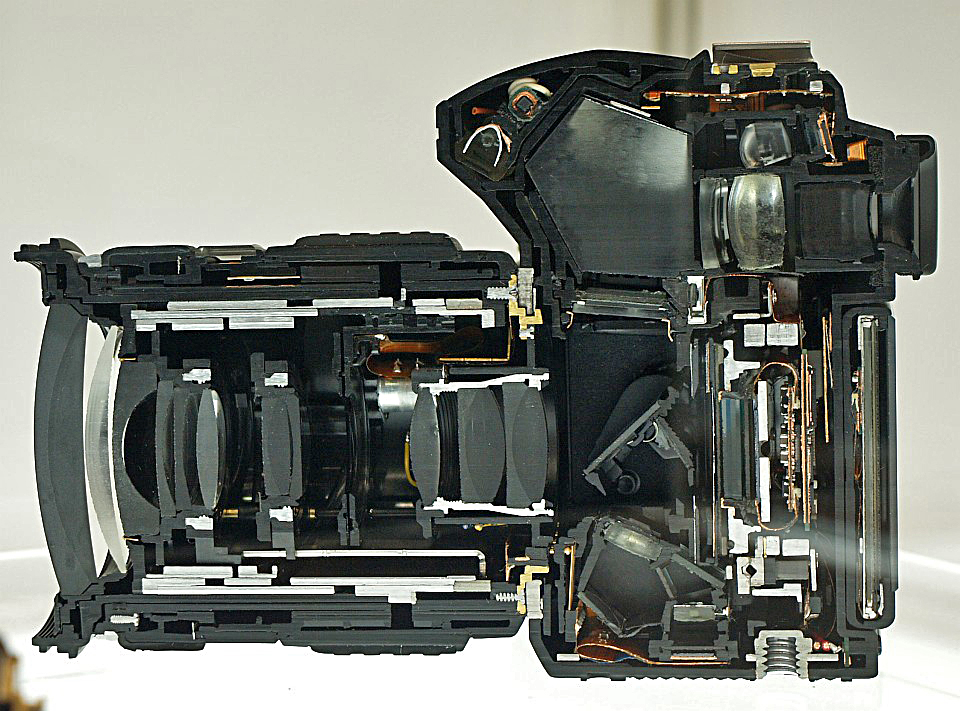
Фотоаппарат Olympus E-30 в разрезе. Видны основное и вспомогательное зеркала, а также датчик фазового автофокуса

В современных зеркальных фотоаппаратах с фазовым автофокусом описанная классическая схема дополнена ещё одним зеркалом, расположенным под основным, и так же закреплённом на его нижней поверхности при помощи шарнира. В положении визирования вспомогательное зеркало находится под прямым углом к основному. Оно служит для перенаправления части светового потока, прошедшего через полупрозрачный центр основного зеркала, на датчик фазового автофокуса, расположенный на дне корпуса фотоаппарата. В некоторых камерах там же расположены фотодиоды TTL-экспонометра. При срабатывании затвора вспомогательное зеркало складывается вместе с основным, освобождая свету путь от объектива. 
Для точной работы автофокуса с таким датчиком длина оптических путей от объектива до светоприёмника, фокусировочного экрана и детектора фокусировки должна совпадать. Соблюдение этого условия осложняется подвижностью основного и вспомогательного зеркал, которые при возврате в режим визирования каждый раз должны занимать строго отведённые им положения. Точность достигается устройством привода, технологией его сборки и дополнительной юстировкой.

### Зеркальная приставка
Возможность съёмки длиннофокусной оптикой дальномерными фотоаппаратами давали зеркальные приставки, первая из которых появилась в 1935 году под названием Leica PLOOT. Такая приставка с подвижным зеркалом и собственным оптическим трактом размещалась между камерой и объективом, фактически превращая дальномерный фотоаппарат в зеркальный. В результате фокусное расстояние используемого объектива не ограничивалось точностью дальномера, и могло превосходить предельные 135 миллиметров. Устройство расширяло диапазон доступных фокусных расстояний для популярных малоформатных «дальномерок», но снижало быстродействие, так как синхронизация подъёма зеркала и срабатывания затвора в раздельных устройствах была неудобной. Необходимость избавиться от этих недостатков стала одной из причин появления полноценной зеркальной аппаратуры, вытеснившей такие приставки.

### Центральный затвор
Описанная схема однообъективной «зеркалки» с затвором, расположенным вблизи фокальной плоскости, является классической, но не единственной. В середине 1950-х годов началось увлечение фотоаппаратостроителей центральным затвором, совпавшее с ростом популярности новейшей электронной фотовспышки. Её синхронизация с таким типом затвора возможна на любых выдержках, и кроме того, исключаются неустранимые недостатки фокального затвора: роллинг-шаттер и неравномерность экспозиции из-за разгона шторок. В однообъективной зеркальной аппаратуре это потребовало установки на место фокального затвора специальной шторки, предохраняющей плёнку от засветки при открытии центрального затвора в положение визирования. Центральный затвор работает в двух режимах, соответствующих визированию и съёмке. В первом случае затвор постоянно открыт, пропуская свет в видоискатель, а во втором отрабатывает моментальную выдержку. Для этого лепестки кроме основного привода снабжаются вспомогательным, открывающим их в режиме визирования. При нажатии на спусковую кнопку вспомогательный привод закрывает лепестки, переводя затвор в режим съёмки, а зеркало вместе с защитной шторкой поднимаются, освобождая проход света к кадровому окну. После этого основной привод лепестков отрабатывает выдержку. 
Фотоаппараты, построенные по такой схеме, могут оснащаться жёстковстроенным объективом, как Nikkorex-35 и Focaflex, а могут допускать полную или частичную замену объектива, как семейства «Зенит-4» и Kowa SE или Kodak Retina Reflex и Contaflex. Схема оказалась малопригодной в малоформатных камерах, поскольку общий для всех объективов затвор ограничивает диапазон их фокусных расстояний и доступную светосилу. При расположении лепестков затвора за последней линзой появляется риск виньетирования, вынуждающий использовать объективы специальных конструкций. Выходной зрачок такой оптики рассчитывается предельно малым, а выдвижение объектива при фокусировке на конечные дистанции ограничивается. При максимальном для таких фотосистем фокусном расстоянии 135 мм фокусировка на дистанции ближе 4—5 метров невозможна. В итоге сводятся на нет важнейшие преимущества однообъективного зеркального фотоаппарата: неограниченный диапазон фокусных расстояний и возможность макросъёмки из-за отсутствия параллакса. То же относится к аппаратуре со сменной передней частью объектива, расположенной перед затвором. Ближний предел фокусировки в этом случае ограничен приводами центрального затвора, выдвигающегося вместе с объективом.
Центральный затвор нашёл применение в дорогой среднеформатной зеркальной аппаратуре, где может устанавливаться в каждый сменный объектив между линзами. Некоторые фотоаппараты этого класса оснащаются одновременно центральным и фокальным затворами, попеременно включаемыми по мере необходимости. При включении фокального затвора центральный фиксируется в открытом состоянии, и наоборот, при работающем центральном затворе второй выполняет роль светозащитной шторки. Такое устройство, значительно расширяющее возможности, имеют фотоаппараты Hasselblad серий 500C и 2000FC, Mamiya, Bronica и другие.

### Система Polaroid SX-70

Устройство зеркального видоискателя фотоаппарата Polaroid SX-70. Вверху — в положении визирования; внизу в момент съёмки. Двухстороннее зеркало 6 в зависимости от положения направляет свет на фотоматериал или в видоискатель

В 1972 году компания Polaroid выпустила складную камеру Polaroid SX-70 для моментальной фотографии, в которой использована оригинальная схема однообъективного зеркального фотоаппарата, не применявшаяся в других устройствах. В оптической схеме использованы два зеркала, одно из которых 1 неподвижно, поскольку неразъёмные фотокомплекты Polaroid 2, используемые для съёмки, дают зеркальное изображение с той же стороны, с которой экспонируются. В положении визирования свет от объектива 3 со встроенным центральным затвором дважды преломляется, прежде чем попасть в видоискатель 4, снабжённый третьим вогнутым асферическим зеркалом 5. При этом, в качестве фокусировочного экрана используется задняя поверхность подвижного двухстороннего зеркала 6, параллельная плоскости фотоматериала и покрытая плоской линзой Френеля сложной формы. За счёт формы этой линзы, свет вновь отражается не в центр, а на верхний участок зеркала 1, далее на асферический отражатель 5 и в окуляр 4. 
В момент съёмки зеркало 6, расположенное на дне камеры горизонтально, поднимается, занимая положение основного и отражая свет от объектива нижней зеркальной поверхностью на фотоэмульсию комплекта 2. В результате на снимке получается зеркально перевёрнутое изображение, становящееся прямым при рассматривании снимка со стороны эмульсии. После съёмки зеркало возвращается на место электродвигателем, одновременно с выбросом готового снимка из кассеты. Такое устройство не получило дальнейшего развития вследствие невысокой световой эффективности и, как следствие, сложности фокусировки. Попытки повысить удобство привели к добавлению фокусировочных клиньев Додена, разместить которые оказалось возможным только в нижней части кадра. Это ещё больше усложнило визирование. Тем не менее, Polaroid SX-70 Sonar Autofocus, выполненный в 1978 году по такой схеме, по факту считается первым однообъективным зеркальным фотоаппаратом с автофокусом.

### Система Focaflex
В 1958 году французская компания OPL запустила серийное производство однообъективных зеркальных фотоаппаратов Focaflex, устройство видоискателя которых кардинально отличалось от общепринятого. Откидное зеркало в этих фотоаппаратах было полупрозрачным, и крепилось на шарнире не к верхней части камеры, а к нижней, отбрасывая свет вниз на отражающий фокусировочный экран. В отличие от классической схемы, дающей на матовом стекле зеркальное изображение с нормальной ориентацией по вертикали, во французских камерах на экране снимаемые предметы выглядели перевёрнутыми полностью. Прямое изображение в окуляре получалось за счёт использования крышеобразной призмы Амичи вместо традиционной пентапризмы. Она переворачивает изображение в обоих направлениях. Такое устройство более компактно, но его световая эффективность ниже за счёт потерь света при прохождении сквозь полупрозрачное зеркало. Кроме того, в отличие от классической схемы, в которой поднятое зеркало препятствует проникновению постороннего света через окуляр, в камерах Focaflex риск такой засветки был неустраним. Поэтому дальнейшего развития такое устройство не получило, и в других типах зеркальной фотоаппаратуры не использовалось.

### Система Bronica S
Разработчики семейства среднеформатных «зеркалок» Bronica S тоже заставили зеркало опускаться вниз, но по сложной траектории. При этом нижний передний край зеркала уходит вперёд под объектив, а верхний опускается на дно камеры. За счёт этого удалось исключить удар зеркала об оправу объектива, вдвинутую далеко внутрь фотоаппарата. Однако, при этом появились два источника возможных засветок: само зеркало, лежащее в момент экспозиции вверх отражающей поверхностью, и открытый оптический тракт видоискателя. Для того, чтобы исключить посторонний свет, в конструкцию камеры пришлось добавить ещё два простейших затвора: один из них закрывает шторками зеркало, а второй — фокусировочный экран видоискателя.

## Вынос выходного зрачка
При использовании простейших типов окуляра наблюдение полного изображения кадра часто затруднено, особенно для людей в очках. Для повышения комфортности наблюдения необходимо использование сложного многолинзового окуляра с вынесенным зрачком, удорожающего весь фотоаппарат. Одним из наиболее ранних примеров такого окуляра можно считать окуляр сменной пентапризмы DE-3 фотоаппарата Nikon F3 HP (англ. HP — High eyePoint). Этот видоискатель позволил видеть кадр полностью с расстояния до 20 мм от окуляра. В настоящее время вынос зрачка предусмотрен в видоискателях большинства однообъективных зеркальных фотоаппаратов профессионального класса. Недостатком такого типа окуляра является уменьшенное увеличение видоискателя, обычно не превышающее значения 0,8×.
Наибольший вынос используется в специальном типе видоискателя, получившем название «спортивного» (англ. Action Finder). Такой безокулярный видоискатель, используемый в качестве сменного в профессиональных фотоаппаратах, позволяет наблюдать изображение кадра целиком с расстояния до 40—60 миллиметров. Он необходим при съёмке в защитных очках и при сильной тряске, когда прижать глаз вплотную к окуляру невозможно. Конструкция основана на перевёрнутой крышей вперёд пентапризме, склеенной с другой призмой. При этом увеличение такого видоискателя значительно меньше обычного, и наблюдатель видит очень мелкое изображение. Аналогичный видоискатель Speed Finder FN для фотоаппарата Canon New F-1 состоит из двух вращающихся друг относительно друга призм, позволяя наблюдать изображение из любого положения.

## Достоинства и недостатки
Главным достоинством однообъективных зеркальных фотоаппаратов считается неограниченная возможность использования сменных объективов любых фокусных расстояний. Возможность съёмки мощными телеобъективами, недоступными дальномерным камерам, сыграла решающую роль в новостной и особенно в спортивной фотожурналистике, когда близкий доступ к событию жёстко ограничен.
Кроме того, такой тип видоискателя полностью свободен от параллакса, позволяет визуально оценивать глубину резкости и эффекты от применения различных светофильтров и насадок. Это делает схему незаменимой при макросъёмке, репродукционных работах и специальных видах съёмок через оптические приборы, например в микрофотографии, астрофотографии и эндоскопии. Использование специальных, в том числе зумов и шифт-объективов, возможно только с однообъективными зеркальными фотоаппаратами, обеспечивающими сквозное визирование. Однообъективная зеркальная схема до сегодняшнего дня остаётся единственной, пригодной для использования полноценного автофокуса фазового типа, значительно более эффективного, чем контрастный автофокус. В плёночных фотоаппаратах, построенных по такому принципу, заобъективное измерение экспозиции по системе TTL реализуется наиболее удобными способами, позволяя автоматически учитывать особенности установленного объектива, его выдвижение и использованные насадки. Кроме того, реализация некоторых режимов измерения экспозиции, например матричного, с другими типами оптического видоискателя невозможна.

В момент срабатывания затвора зеркального Pentax ME Super видоискатель неработоспособен

В то же время механизм подъёма зеркала усложняет камеру, а также вызывает её сотрясение и повышенный шум в момент съёмки. Дальномерные и шкальные фотоаппараты без подвижного зеркала при съёмке с рук дают резкие снимки на гораздо более длинных выдержках, чем зеркальные. Кроме того, задержка срабатывания затвора в однообъективных зеркальных камерах больше, чем во всех остальных типах. Это особенно заметно в моделях с центральным затвором. Ещё одна особенность зеркального фотоаппарата состоит в том, что видоискатель закрыт зеркалом в момент съёмки. В некоторых моделях однообъективных зеркальных фотоаппаратов (например, Canon Pellix) для устранения задержки срабатывания затвора и обеспечения непрерывной видимости изображения, использовалось неподвижное полупрозрачное зеркало. Чаще всего такое устройство визира используется для повышения частоты серийной съёмки, ограниченной подвижным зеркалом. Примерами могут служить Nikon F2 High Speed и Canon EOS-1N RS. Однако такая схема заметно снижает светосилу объектива и уменьшает яркость видоискателя.
Необходимость наличия места под поворотное зеркало вынуждает применять достаточно большой задний отрезок, и затрудняет использование короткофокусных объективов. Вплоть до 1950-х годов в этом случае использовался предварительный подъём зеркала, дающий возможность снимать широкоугольной оптикой с оправой, входящей глубоко в корпус камеры. Поскольку основной видоискатель в этом случае становился неработоспособным, устанавливался дополнительный телескопический визир, а фокусировка выполнялась по метражной шкале. 
Появление ретрофокусных объективов позволило использовать даже сверхширокоугольную оптику при нормальной работе зеркала и всего видоискателя. Один из главных недостатков однообъективных зеркальных фотоаппаратов удалось устранить только при помощи автофокуса: ручная фокусировка по матовому стеклу требует безупречной остроты зрения и определённого навыка. В отличие от дальномера, в котором положение точной фокусировки очевидно по отсутствию двоения, зеркальный видоискатель требует сравнения резкости при разных положениях объектива. Но даже для фотографов с отличным зрением наводка на резкость затруднена при слабом освещении. Для того, чтобы обеспечить яркое изображение на матовом стекле и точную фокусировку, зеркальные фотоаппараты и все сменные объективы оснащаются сложными механизмами прыгающей диафрагмы, закрывающейся только в момент съёмки. И даже несмотря на это, фокусировка объективов с небольшой светосилой гораздо сложнее, чем в дальномерных фотоаппаратах. Дальномерный видоискатель остается светлым всегда, даже при надетой на объектив крышке, а точность фокусировки не зависит от установленной диафрагмы.

## Однообъективные зеркальные фотоаппараты СССР
Первый в мире однообъективный зеркальный фотоаппарат «Спорт» для съёмки на 35-мм киноплёнку создан на ГОМЗ в 1935 году. В дальнейшем в Советском Союзе выпускались разные типы однообъективных зеркальных фотоаппаратов, среди которых были как малоформатные, так и среднеформатные камеры: «Зенит», «Кристалл», «Старт», «Салют», «Киев» и «Алмаз». Кроме того, выпускалась единственная в мире системная зеркальная камера «Нарцисс» миниатюрного формата.